# Étienne Le Bé
Étienne Le Bé est un maître écrivain actif à Paris dans le premier tiers du XVIIe siècle. C'est le frère cadet de Pierre Le Bé.

## Biographie
Né vers 1585, il est reçu dans la Communauté des maîtres écrivains jurés en 1604. Il est maître d'écriture du jeune Louis XIV. Il a un fils qui se fait recevoir dans la même communauté en 1629, lorsqu'Étienne en est le syndic.
Sa fille est la mère du peintre Charles Le Brun. Un portrait de lui très âgé (perdu) a été dessiné par le jeune Charles Le Brun.
Lorsque le Parlement de Paris désira procéder à une standardisation des écritures, ce fut lui qui fut chargé par la Communauté de tracer les meilleurs exemples de lettres italiennes ou bâtardes, Louis Barbedor s'occupant quant à lui des lettres rondes.

## Œuvres
Paillasson signale qu'il a publié un recueil d'exemples en 1633, qu'il n'a pu trouver.